# Brachypremna arajuno
Brachypremna arajuno är en tvåvingeart som beskrevs av Alexander 1945. Brachypremna arajuno ingår i släktet Brachypremna och familjen storharkrankar.
Artens utbredningsområde är Ecuador. Inga underarter finns listade i Catalogue of Life.